# Anacamptodes lurida
Anacamptodes lurida är en fjärilsart som beskrevs av William Schaus 1918. Anacamptodes lurida ingår i släktet Anacamptodes och familjen mätare. Inga underarter finns listade i Catalogue of Life.